# Queensbury (Nuevo Brunswick)
Queensbury es una parroquia canadiense situada en la provincia de Nuevo Brunswick.

## Superficie
Queensbury tiene una superficie de 294,35 km².

## Demografía
En 2021, tenía 1237 habitantes, una densidad poblacional de 4,2 hab./km², y 579 viviendas.